# Zajęcza

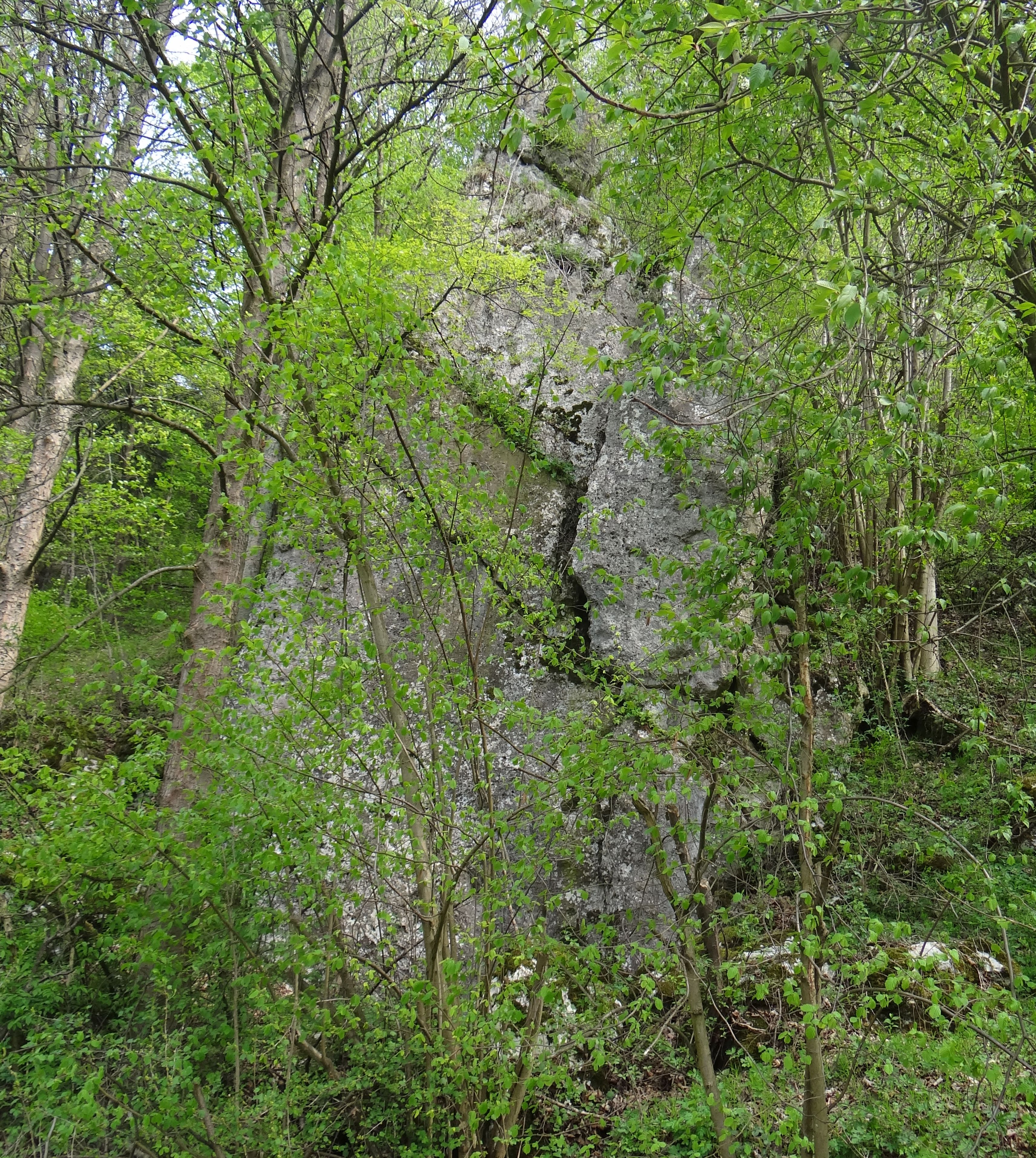

Zajęcza – skała w lewych zboczach Doliny Prądnika w Ojcowskim Parku Narodowym, pomiędzy wąwozami Korytania i Stodoliska. Znajduje się w lesie przy drodze prowadzącej dnem tej doliny, nieco powyżej Domu Pomocy Społecznej braci Albertynów. Z drogi jest słabo widoczna.
Zajęcza, podobnie jak inne skały Doliny Prądnika, zbudowana jest z twardych wapieni skalistych pochodzących z późnej jury. Po przeciwległej stronie doliny, w niewielkiej odległości od Zajęczej znajduje się wybitna skała Wójtowa, przy której szlak turystyczny mostkiem przekracza Prądnik.